# ایگل ایر (ایسلند)
ایگل ایر (به انگلیسی: Eagle Air) یک شرکت هواپیمایی است که در تاریخ ۱۹۷۰ میلادی تأسیس شده‌است. دفتر مرکزی ایگل ایر در فرودگاه ریکیاویک، ایسلند واقع شده‌است و قطب این شرکت هواپیمایی در فرودگاه ریکیاویک قرار دارد و به ۵ مقصد، پرواز انجام می‌دهد.